# Геттісберзька промова

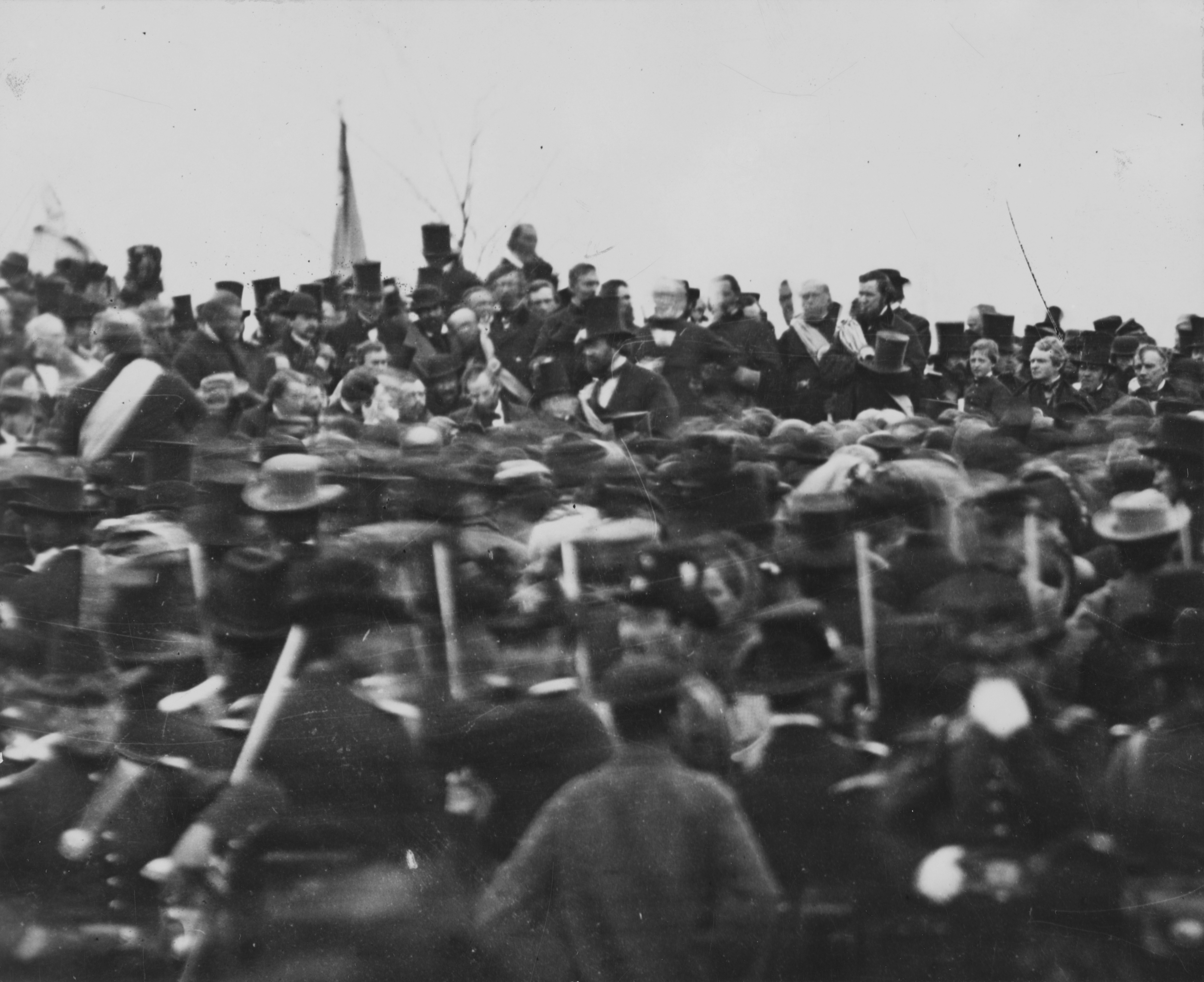

Геттісберзька промова (англ. Gettysburg Address) — промова, виголошена 19 листопада 1863 року шістнадцятим Президентом США Авраамом Лінкольном. Ця промова є однією з найвідоміших промов в історії США. Виголошена на церемонії відкриття Національного кладовища в Геттісберзі, де 1—3 липня 1863 року відбулась найбільш кровопролитна битва Громадянської війни в США.
Цю промову вважають політичним заповітом Лінкольна. У ній він звернувся до принципу рівності, проголошеного Декларацією незалежності США. У промові відсутні заклики до боротьби, до сторін, що беруть участь у війні.
Промова складається з 10 речень і поділяється на три частини. У 1-й частині Лінкольн коротко згадує про причини створення американської держави. У 2-й частині він говорить про випробування держави на цей час. У 3-й частині Лінкольн змальовує майбутнє, каже про необхідність взаємин між народом і урядом для розвитку держави.